# Онцилла
Онцилла (Leopardus tigrinus) — хищное млекопитающее семейства кошачьих.

## Внешний вид
Название этой дикой кошки переводится как «маленький ягуар», поскольку сложением и окрасом она действительно напоминает миниатюрного ягуара. При этом онцилла — самая маленькая из кошек Неотропической области; по размерам она даже меньше своих сородичей, оцелота и длиннохвостой кошки. Онцилла меньше обыкновенной домашней кошки; масса очень крупного самца составляет порядка 2,8–3 кг при длине тела до 65 см. Хвост у онциллы короче (30–40 см), а глаза и уши сравнительно крупнее, чем у других представителей рода Leopardus.
Мех у онциллы мягкий и короткий. Окрас меха охристый, с беловатым брюшком и грудью и светлыми отметинами на морде. Рисунок на спине и боках состоит из кольцеобразных, неправильной формы тёмных пятен, расположенных продольными рядами. Пятна сплошные, не рассыпаются на отдельные крапинки. Хвост покрыт поперечными тёмными пятнами, которые ближе к концу хвоста сливаются в кольца. Уши закруглённые, с наружной стороны чёрные, с белым пятнышком посредине. Часто встречаются кошки-меланисты; их число доходит до 1/5 от всей популяции.

## Распространение и подвиды
Онцилла встречается от Коста-Рики и северной Панамы до юго-востока Бразилии и севера Аргентины. Нет сообщений о встречах с ней в бассейне Амазонки; видимо, ареал онциллы ограничен горными и субтропическими лесами. Её ареал сильно мозаичен, и в большинстве мест она редка.
Известны 3–4 подвида онциллы, отличающиеся тоном основного окраса, длиной шерсти и интенсивностью рисунка:
- Leopardus tigrinus tigrinus водится на востоке Венесуэлы, в Гайане и на северо-востоке Бразилии,
- Leopardus tigrinus guttulus — в центральной и южной Бразилии, Уругвае, Парагвае, на севере Аргентины,
- Leopardus tigrinus pardiniodes — на западе Венесуэлы, в Колумбии и Эквадоре.

## Образ жизни и питание
Онциллы обитают в субтропических лесах, предпочитая влажные вечнозелёные и горные туманные леса на высоте до 3 тыс. м над уровнем моря. Их также видели в сухих лесах Венесуэлы, в заброшенных посадках эвкалиптов и на участках с вырубленным лесом, в том числе неподалёку от человеческих поселений.
Онцилла — практически не изученный вид. Видимо, она ведёт одиночный образ жизни, активна преимущественно ночью, а днём отдыхает в ветвях деревьев, где пестрая покровительственная окраска делает её почти незаметной. Охотится она на мелких грызунов, птиц, возможно, на неядовитых змей и древесных лягушек. Сообщалось, что в Бразилии онциллы ловят небольших приматов.

## Размножение
О размножении онцилл в природе ничего не известно; все данные о них получены из наблюдений в неволе. Беременность у самки длится 74–78 дней. Помёт состоит из 1–2 котят, глаза у которых открываются на третью неделю. В возрасте 1–2 года молодые онциллы становятся половозрелыми.
Продолжительность жизни в неволе — до 20 лет; в природе — 12–15 лет.

## Статус популяции и охрана
Онциллы широко распространены, однако встречаются довольно редко. В 1970–80-х гг. они из-за своего красивого меха являлись объектом охоты и добывались в количестве десятков тысяч. Только в 1983 г. у браконьеров было конфисковано 84 000 шкур онцилл. Современная популяция онцилл оценивается примерно в 50 000 взрослых особей, однако эта цифра постепенно уменьшается из-за вырубки лесов под плантации кофе и браконьерской охоты.
В настоящее время на большей части ареала охота на онцилл запрещена, однако они по-прежнему не находятся под охраной в Эквадоре, Гайане, Никарагуа, Панаме и Перу. В 1989 г. CITES (Международная Конвенция о торговле дикими животными и растениями) внесла онциллу в Приложение I.
В неволе онцилла неплохо приручается, однако в европейских зоопарках она редка.